# Vladimir Egorov
Vladimir Egorov (in macedone Владимир Егоров?; 27 giugno 1995) è un lottatore macedone, specializzato nella lotta libera.

## Biografia
All'età di ventitré anni ha vinto la medaglia di bronzo ai europei di Bucarest 2019 nella categoria -57 kg. Si è laureato campione continentale agli europei di Budapest 2022.
Ai Giochi del Mediterraneo di Orano 2022 ha vinto la medaglia di bronzo nel torneo dei -65 kg.
Ha rappresentato la Macedonia del Nord ai Giochi olimpici estivi di Parigi 2024, dove è stato eliminato agli ottavi del torneo dei -57 kg dall'indiano Aman Sehrawat.

## Palmarès
| Anno | Manifestazione          | Sede       | Evento | Risultato | Note |
| ---- | ----------------------- | ---------- | ------ | --------- | ---- |
| 2017 | Europei                 | Novi Sad   | 57 kg  | 10º       |      |
| 2017 | Mondiali                | Parigi     | 57 kg  | 21º       |      |
| 2017 | Mondiali U23            | Bydgoszcz  | 57 kg  | 8º        |      |
| 2018 | Mondiali                | Budapest   | 57 kg  | 23º       |      |
| 2018 | Mondiali U23            | Bucarest   | 57 kg  | 19º       |      |
| 2019 | Europei                 | Bucarest   | 57 kg  | Bronzo    |      |
| 2019 | Giochi europei          | Minsk      | 57 kg  | 7º        |      |
| 2019 | Mondiali                | Nur-Sultan | 57 kg  | 29º       |      |
| 2020 | Europei                 | Roma       | 61 kg  | 13º       |      |
| 2021 | Europei                 | Varsavia   | 61 kg  | 12º       |      |
| 2021 | Mondiali                | Oslo       | 57 kg  | 8º        |      |
| 2022 | Europei                 | Budapest   | 57 kg  | Oro       |      |
| 2022 | Giochi del Mediterraneo | Orano      | 65 kg  | Bronzo    |      |
| 2022 | Mondiali                | Belgrado   | 57 kg  | 16º       |      |
| 2023 | Europei                 | Zagabria   | 61 kg  | 10º       |      |
| 2023 | Mondiali                | Belgrado   | 57 kg  | 16º       |      |
| 2024 | Europei                 | Bucarest   | 61 kg  | 10º       |      |
| 2024 | Giochi olimpici         | Parigi     | 57 kg  | 15º       |      |